# Čikola
Čikola (in russo Чикола́?; in osseto: Цикола) è un villaggio della Russia europea meridionale, situato nella Ossezia Settentrionale-Alania. È il centro amministrativo del rajon Irafskij.
Si trova 70 km a nord-ovest della capitale Vladikavkaz, nella parte settentrionale del distretto Irafskij, nell'interfluvio dei fiumi Uruch e Čikola.